# تريفور وولي
تريفور وولي (بالإنجليزية: Trevor Wooley)‏ هو رياضياتي وأستاذ جامعي بريطاني، ولد في 17 سبتمبر 1964.